# Pithon
Pithon é uma comuna francesa na região administrativa de Altos da França, no departamento de Aisne. Estende-se por uma área de 2,44 km². Em 2010 a comuna tinha 85 habitantes (densidade: 34,8 hab./km²).